# 蘇聯民航498號班機空難
苏联民航498号班机是苏联民航（今俄罗斯航空）运营的自布里亚特共和国穆伊斯基区飞往乌兰乌德的国内航班。1981年6月14日，执飞该航班的伊尔-14型客机在经停尼兹尼昂加斯克国际机场前坠毁于贝加尔湖。机上44名乘客（含13名儿童）和4名机组人员全部身亡。这是伊尔-14型客机至今死亡人数最多的空难。

## 航机相关
本次涉事班机为伊尔-14型，制造于1957年1月19日，设计寿命16,185航时，事发时由苏联航空旗下的乌兰乌德东西伯利亚民航局运营。其注册编号中的“CCCP”来源于苏联的俄文缩写“СССР”。

## 事故过程
498号班机原定从穆伊斯基区起飞，途经尼兹尼昂加斯克机场，终到贝加尔国际机场。本次航班超重186千克，于莫斯科时间09:41起飞。由于天气恶劣，经停地机场关闭，机组决定另寻着陆地点。贝加尔湖附近下雨，周围的群山被雾气笼罩，能见度只有5公里，风速约5米每秒。10:30左右，机组发现了附近一班航机，后于10:41和临时降落点取得联系。临时降落点的天气比较适合降落。11:02时机组违反航空纪律向乌兰乌德而不是临时降落点报告，且没有报告航机的位置和天气状况。塔台警告机组称，飞机上的数据采集器指示不稳定。由于班机上的仪表指示有误，航机偏离航线达到32公里。11:16时班机高度从3,600米下降至2,700米。
事故即将发生之时，机组有意误称已看到降落地。机组在11:21接受塔台建议准备降落，但误把湖中半岛看成机坪，最后于11:22坠毁在贝加尔湖中半岛海拔1,300米的一侧山上，距离临时停靠地点约30公里。机上大部分仪表遭损坏，这使事件的起因难以调查。机上的ARC-5型无线电罗盘导致调查人员无法确定仪表的效能如何。最终，这次事故被认定由机组成员的失误造成。